# Gustav Hundt
Gustav Hundt (27 septembre 1894 à Pfaffenhofen - 21 avril 1945 près de Troppau) est un Generalleutnant allemand qui a servi au sein de la Heer dans la Wehrmacht pendant la Seconde Guerre mondiale.
Il a été récipiendaire de la Croix de chevalier de la Croix de fer. Cette décoration est attribuée pour récompenser un acte d'une extrême bravoure sur le champ de bataille ou un commandement militaire avec succès.

## Biographie
Après le baccalauréat en 1913 au lycée Guillaume de Munich (de), Gustav Hundt s'engage le 17 juillet 1913 comme porte-drapeau dans le 31e régiment d'artillerie de campagne. C'est avec ce régiment qu'il part en campagne en tant qu'enseigne au début de la Première Guerre mondiale.
Gustav Hundt disparait près de Troppau, en Tchécoslovaquie le 21 avril 1945. Il est officiellement déclaré mort le 7 juin 1950 avec la date de décès avec effet le 21 avril 1945.

## Promotions
| Fahnenjunker-Unteroffizier | 9 janvier 1914     |
| Fähnrich                   | 22 avril 1914      |
| Leutnant                   | 7 août 1914        |
| Oberleutnant               | 22 mars 1918       |
| Charakter als Hauptmann    | 12 août 1921       |
| Hauptmann                  | 1er juillet 1934   |
| Major                      | 1er avril 1937     |
| Oberstleutnant             | 1er septembre 1940 |
| Oberst                     | 1er février 1942   |
| Generalmajor               | 20 septembre 1944  |
| Generalleutnant            | 1er mars 1945      |

## Décorations
- Croix de fer (1914)
  - 2e Classe (21 novembre 1914)
  - 1re Classe (31 juillet 1917)
- Insigne des blessés (1914)
  - en Noir
- Croix d'honneur (17 janvier 1935)
- Médaille des Sudètes (13 janvier 1940)
- Agrafe de la Croix de fer (1939)
  - 2e Classe (25 septembre 1939)
  - 1re Classe (28 mai 1940)
- Médaille du Front de l'Est (8 août 1942)
- Croix allemande en Or (15 décembre 1941)
- Croix de chevalier de la Croix de fer
  - Croix de chevalier le 15 avril 1945 en tant que Generalleutnant et commandant de la 1. Ski-Jäger-Division[1]
- Mentionné dans le bulletin radiophonique Wehrmachtbericht (18 avril 1945)